# Personal Car Communicator
Il PCC, acronimo di Personal Car Communicator, è un sistema di protezione sviluppato da Volvo. Consiste in un telecomando per la vettura dotato di alcune funzioni di sicurezza.
Il Personal Car Communicator è stato introdotto nel 2007 dapprima sul modello Volvo S80.
Sfrutta un sistema di comunicazione bidirezionale tra il telecomando e l'auto. In questo modo il proprietario del veicolo viene avvertito istantaneamente dello stato di sicurezza della propria vettura.
Viene ad esempio avvisato del fatto che è scattato l'allarme.
Attraverso un sensore in grado di percepire il battito cardiaco il sistema può avvisare se qualcuno è presente all'interno del veicolo .